# Landhaus Pappiér
Das Landhaus Pappiér befindet sich in der nordwestdeutschen Großstadt Bremen. Dort steht es an der Schwachhauser Heerstraße 224 – und somit im Stadtteil Schwachhausen (Ortsteil Riensberg) – in unmittelbarer Nähe zum 1964 eröffneten Bremer Landesmuseum für Kunst und Kulturgeschichte. Es handelt sich um eine zweigeschossige, rechteckige, verklinkerte Villa mit Walmdach. 

## Geschichte
Während der Zwischenkriegszeit wurde das Haus in den Jahren 1927 und 1928 nach Plänen des Architekten Rudolf Jacobs für Friedrich Wilhelm Carl Pappiér (1865–?) erbaut. Dieser war als Kaufmann zu Wohlstand gekommen und handelte auch vielfach in Überseeländern. Im Jahr 1998 stellte das Landesamt für Denkmalpflege – Bremens zuständige Denkmalbehörde – das Landhaus unter Denkmalschutz. Heutzutage wird es für Büroflächen genutzt.
Hinweis: Ab 1902 bewohnte die Familie Pappiér zunächst das heute ebenfalls denkmalgeschützte Haus in der Goebenstraße 10 im Ortsteil Barkhof.